# Uelde
Uelde ist ein Ortsteil der Gemeinde Anröchte im Kreis Soest.

## Geografie
Der Ort liegt rund ein Kilometer südlich von Anröchte an der Bundesstraße 55. Durch den Ort führt die Kreisstraße 8. Angrenzende Orte sind Mellrich, Altenmellrich, Anröchte, Belecke, Effeln und Waldhausen.

## Geschichte
Uelde wurde im Jahre 1072 zum ersten Mal in einer Urkunde des Klosters Grafschaft erwähnt. 1904 errichtete man die St.-Antonius-Kapelle in der Mitte des Ortes.
Vor dem 1. Januar 1975 war Uelde eine selbstständige Gemeinde im Amt Anröchte im Kreis Lippstadt. Mit Inkrafttreten des Münster/Hamm-Gesetzes wurden die Gemeinden des Amtes Anröchte zur neuen Gemeinde Anröchte und der Kreis Lippstadt mit dem bisherigen Kreis Soest zum neuen Kreis Soest zusammengeschlossen.

## Bauwerke

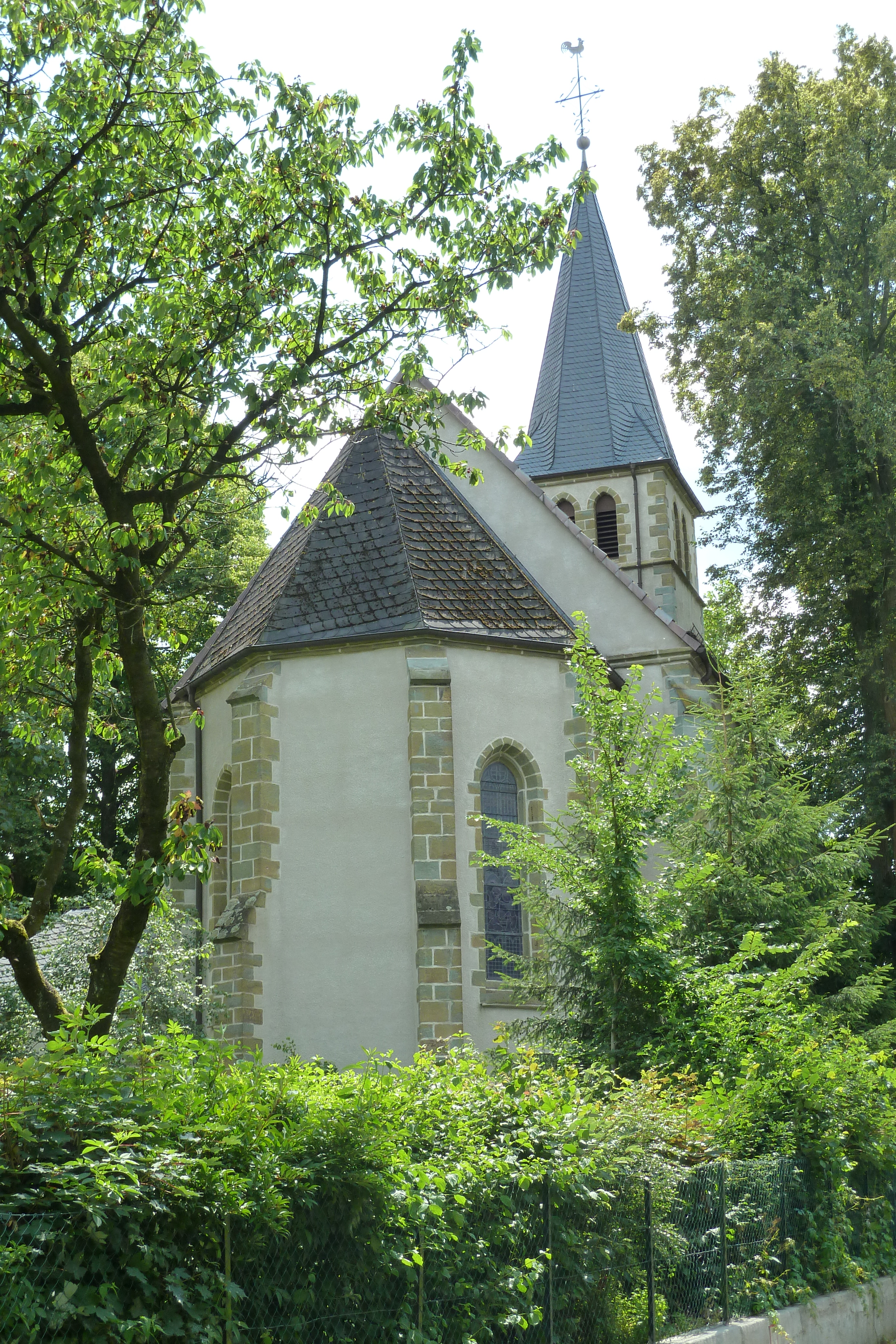
St.-Antonius-Kapelle

Zu den denkmalgeschützten Bauwerken in dem Ortsteil Uelde gehört die St.-Antonius-Kapelle und ein Bildstock am nördlich Ortseingang.

## Persönlichkeiten
- Johannes Broermann (1897–1984), Verleger